# Haunting the Chapel
Haunting the Chapel (Atormentando la Capilla) es un EP de la banda estadounidense de thrash metal Slayer, lanzado al mercado en 4 de agosto de 1984 a través de Metal Blade Records y Enigma Records. Su álbum debut Show No Mercy se convirtió en el álbum más vendido de la historia de Metal Blade, lo que llevó al productor Brian Slagel a querer editar un EP rápidamente. El proceso de grabación fue complicado debido a que tuvieron que grabar las piezas de batería en un estudio sin moqueta, aunque dio como resultado que el batería Dave Lombardo conociese a Gene Hoglan, quien después fue una gran influencia en su estilo y velocidad.
Aunque originalmente sólo consta de tres canciones, la grabación evidencia una evolución en estilo respecto a su álbum anterior Show No Mercy y se le considera un "avance" y la primera demostración del estilo "clásico" mostrado en los siguientes álbumes de la banda. Las canciones "Captor of Sin" y "Chemical Warfare" se siguen tocando con cierta frecuencia en los conciertos de la banda.

## Grabación
Show No Mercy, el álbum previo de Slayer, vendió más de 40 000 copias a nivel mundial y la banda tocaba en directo las canciones "Chemical Warfare" y "Captor of Sin", por lo que el productor Brian Slagel quiso grabar lo antes posible un EP. Se grabó en Hollywood con el ingeniero de sonido Bill Metoyer, en un estudio de grabación que no contaba con enmoquetado, lo que resultó un problema para grabar las piezas de batería, debido a que todas las piezas de la batería se desplazaban de un lado a otro. Slagel trabajó como productor ejecutivo del álbum. Metoyer es cristiano y las letras de Show No Mercy no le molestaron. Sin embargo, las primeras palabras que cantó Araya para la grabación de Haunting the Chapel fueron "The holy cross, symbol of lies, intimidates the lives of Christian born" ("La sagrada cruz, símbolo de mentiras, intimida la vida de los nacidos cristianos"), entre otros textos antirreligiosos, por lo que Metoyer llegó a pensar que iría al infierno por su participación en la grabación. La temática de las letras están inspiradas en la banda Venom, que influenció a King, a quien le fascinaba la imaginaria satánica.
El batería de Slayer Dave Lombardo colocó su batería sobre el suelo del estudio por lo que "se movía" mientras tocaba. Lombardo le pidió a Gene Hoglan que intentara sujetar las piezas mientras tocaba, durante la grabación de "Chemical Warfare", mientras Hoglan pensaba "espero que acabe en una o dos tomas, porque esto es duro". En aquel momento Hoglan estaba enseñando a Lombardo a usar el doble bombo para aumentar su habilidad y velocidad. Lombardo dijo de Hoglan que era "increíble tocando doble bombo incluso en aquella época". Eddy Schreyer se encargó de la masterización y la remasterización digital, mientras que el diseño de la portada corrió a cargo de Vince Gutiérrez. Haunting the Chapel es más oscuro y más orientado al thrash que Show No Mercy, sentando la base de los trabajos posteriores de Slayer.

## Gira
Hoglan trabajó como roadie para la banda después de que una noche no apareciese el técnico de luces, haciendo la prueba de sonido de batería para Lombardo. Slayer y Hoglan tocaban canciones de Dark Angel durante las pruebas, siendo ésta una de las razones por las que después Hoglan se convertiría posteriormente en miembro de Dark Angel. Hoglan contactó con el guitarrista Jim Durkin: "Se nos acercó un día y comenzó a criticar la banda. Dijo que teníamos que ser más diabólicos. Y después dijo, 'Además, soy mejor batería que el tipo que tenéis en Dark Angel ahora mismo'".
Hoglan fue despedido por pensar que un roadie sólo hacía luces, mientras que el hermano de Tom Araya, Johnny Araya hacía de todo, mover el equipo, trabajar con sonido y luces y montar el escenario. La banda hizo un concierto en Seattle delante de 1500 personas, siendo el concierto más grande que habían hecho hasta la fecha, teloneando a Metal Church, mientras que en San Antonio, Texas, tocaron con una banda que se llamaba también Slayer. De todas maneras, fue el último concierto de la banda homónima de San Antonio.

## Recepción
Aunque el EP no llegó a entrar en listas de éxitos, Eduardo Rivadavia de Allmusic le concedió al EP tres de las cinco estrellas posibles. Rivadavia dijo: Haunting the Chapel fue un "escalón" que "nos ofrece pistas importantes sobre este período de transición, que vio a las canciones basadas en el rock de Slayer ceder a las no lineales, siendo este estilo lo que después se conoció como sonido thrash metal". Las pistas "Chemical Warfare" y "Captor of Sin" se siguen tocando de forma regular en los conciertos de Slayer.
El vocalista de la banda de death metal Bolt Thrower, Karl Willetts afirma que el álbum fue una gran inspiración para la banda: "Cuando salió Haunting the Chapel de Slayer nunca había oído nada parecido, con ese estilo de tocar la guitarra. Nosotros éramos punks y el heavy metal era desconocido en nuestra infancia. Y otras de las bandas que escuchábamos como Venom, Slaughter y Metallica. Así que tomamos los elementos musicales del metal y la agresividad del punk y lo juntamos todo". Chuck Schuldiner de la banda Death dijo que la grabación fue "un cambio de vida en aquél momento" afirmando que "eso fue de las primeras cosas que me dieron el empujón".
La banda de black metal Perverseraph hizo una versión de "Chemical Warfare" en un CD tributo a Slayer titulado Gateway to Hell, Vol. 2: A Tribute to Slayer. La banda de thrash metal Equinox también aparece en el mismo versionando "Haunting the Chapel". La banda de death metal melódico At the Gates lanzaron "Captor of Sin" en una reedición de 2002 de su álbum de 1995 Slaughter of the Soul.

## Detalles de lanzamientos
| Año y formato | Discográfica | Número de catálogo |
| ------------- | ------------ | ------------------ |
| 1994 (CD)     | Metal Blade  | 14034              |
| 1994 (CD)     | Metal Blade  | 9004               |
| 1994 (CS)     | Metal Blade  | 14034              |
| 2008 (LP)     | Metal Blade  | 140341             |

## Lista de canciones
Todas las canciones escritas y compuestas por Jeff Hanneman y Kerry King. 
| N.º   | Título | Duración |  |
| 1.    | «Chemical Warfare»                                                                                                   | 6:04     |  |
| 2.    | «Captor of Sin» | 3:29     |  |
| 3.    | «Haunting the Chapel»                                                                                                | 3:56     |  |
| 4.    | «Aggressive Perfector» (Bonus track (reedición), anteriormente aparecida en el recopilatorio Metal Massacre Vol. 3.) | 3:31     |  |
| 17:05 | |          |  |

## Integrantes
| Slayer - Tom Araya - voz, bajo - Jeff Hanneman - guitarra - Kerry King - guitarra - Dave Lombardo - batería | Producción - Bill Metoyer - ingeniero de sonido. - Eddy Schreyer - masterización. - Brian Slagel - productor. - Vince Gutiérrez - diseño de portada. |